# چسکی دراهی
چسکی دراهی (انگلیسی: České dráhy) شرکت ترابری ریلی در جمهوری چک است، که در سال ۲۰۰۳ تأسیس شد.